# シンクシンクインテグラル
シンクシンクインテグラル（Think Sync Integral）は寺田康彦を中心とした音楽クリエーター集団。名付け親は細野晴臣。自主レーベルThink Sync Recordsを持つ。

## 沿革
- 1994年 - 寺田康彦によりシンクシンクインテグラル設立。
- 1996年11月 - 自主レーベル、シンクシンクレコード設立。

## 所属クリエーター
- エンジニア
  - 寺田康彦
  - 上原キコウ
  - 花形敏治
  - 山崎岳男
  - Julian Wheatley
  - 松田直
  - 池淵宗公元
  - 瀬戸宏征
  - 小林健介
  - 高原裕介
  - 松林正志
  - 岸田"p"充善
  - 上村量

- drum technician/player
  - 三原重夫

- producer/arranger/player
  - 熊原正幸
  - I-DeA
  - 古沢壯輝
  - 石田多朗
  - 千ヶ崎学

## Think Sync Records
1996年11月にスタートしたレーベルで、これまでに13タイトルを発売している。

### 所属アーティスト一覧
- NET 17
- スノーモービルズ
- マイクロスター
- 村上ユカ
- 妹尾武
- 千の小鳥
- SCIENCE MINISTRY
- BUNGEE JUMP FESTIVAL（2005年12月10日解散）
- 夜長オーケストラ
- Ajysytz